# Puchar Andory w piłce nożnej (2024)
Puchar Andory w piłce nożnej (kat. Copa Constitució) – 32. edycja rozgrywek mających na celu wyłonienie zdobywcy Pucharu Andory, 
który uzyskał prawo gry w kwalifikacjach Ligi Konferencji 2024/2025. 
Organizowane co sezon przez Andorski Związek Piłki Nożnej (FAF) i przeznaczone dla krajowych klubów piłkarskich. 
Najważniejsze po Pierwszej dywizji piłkarskie rozgrywki w kraju. 
Ich sponsorem tytularnym była firma Valira Seguretat, w związku z czym obowiązującą nazwą marketingową była Copa Constitució Valira Seguretat.
Turniej rozpoczął się 14 stycznia, a zakończył 26 maja 2024.
Tytuł bronił Inter Club d’Escaldes. Zdobywcą trofeum została UE Santa Coloma, który pokonała w finale Pas de la Casa

## Uczestnicy
O Puchar Constitució 2024 zmierzyło się jedenaście zespołów, dziesięć z Primera Divisió, jedna z Segona Divisió.
| Primera Divisió         |
| ----------------------- |
| Atlètic Club d’Escaldes |
| Inter Club d’Escaldes   |
| FC Santa Coloma         |
| UE Santa Coloma         |
| Penya Encarnada         |
| Ordino                  |
| Pas de la Casa          |
| Atlètic Amèrica         |
| Carroi                  |
| Esperança d’Andorra     |

| Segona Divisió |
| -------------- |
| Rànger's       |

## Format
Wszystkie pojedynki w ramach turnieju rozgrywane były metodą pucharową bez rewanżów – zwycięzca przechodził do kolejnej rundy, przegrany odpadał z dalszej rywalizacji. 
W przypadku remisu po regulaminowym czasie gry dochodziło do dogrywki (2 × 15 minut), a w razie dalszego braku rozstrzygnięcia decydowała seria rzutów karnych.

## Drabinka
|  | Runda eliminacyjna  | Runda eliminacyjna      | Runda eliminacyjna      |                         |                       | Ćwierćfinał           | Ćwierćfinał | Ćwierćfinał |  |  | Półfinał | Półfinał | Półfinał |  |  | Finał | Finał | Finał |  |
|  |                     |                         |                         |                         |                       |                       |             |             |  |  |          |          |          |  |  |       |       |       |  |
|  |                     |                         |                         |                         |                       | Rànger's              | Rànger's    | 0           |  |  |          |          |          |  |  |       |       |       |  |
|  |                     |                         |                         |                         |                       | Rànger's              | Rànger's    | 0           |  |  |          |          |          |  |  |       |       |       |  |
|  |                     |                         | Atlètic Club d’Escaldes | Atlètic Club d’Escaldes | 4                     |                       |             |             |  |  |          |          |          |  |  |       |       |       |  |
|  |                     |                         |                         | Atlètic Club d’Escaldes | 4                     |                       |             |             |  |  |          |          |          |  |  |       |       |       |  |
|  |                     |                         |                         |                         |                       |                       |             |             |  |  |          |          |          |  |  |       |       |       |  |
|  |                     |                         |                         |                         |                       |                       |             |             |  |  |          |          |          |  |  |       |       |       |  |
|  |                     | Atlètic Club d’Escaldes | Atlètic Club d’Escaldes | 0                       |                       |                       |             |             |  |  |          |          |          |  |  |       |       |       |  |
|  |                     |                         |                         |                         |                       |                       |             |             |  |  |          |          |          |  |  |       |       |       |  |
|  |                     |                         | UE Santa Coloma         | UE Santa Coloma         | 1                     |                       |             |             |  |  |          |          |          |  |  |       |       |       |  |
|  | Carroi              | Carroi                  | UE Santa Coloma         | UE Santa Coloma         | 1                     | 2                     |             |             |  |  |          |          |          |  |  |       |       |       |  |
|  | Carroi              | Carroi                  |                         |                         |                       |                       |             |             |  |  |          |          |          |  |  |       |       |       |  |
|  | UE Santa Coloma     | UE Santa Coloma         | 3                       |                         |                       |                       |             |             |  |  |          |          |          |  |  |       |       |       |  |
|  | UE Santa Coloma     | UE Santa Coloma         | 3                       |                         | UE Santa Coloma       | UE Santa Coloma       | 1           |             |  |  |          |          |          |  |  |       |       |       |  |
|  |                     |                         |                         |                         | UE Santa Coloma       | UE Santa Coloma       | 1           |             |  |  |          |          |          |  |  |       |       |       |  |
|  |                     |                         | Penya Encarnada         | Penya Encarnada         | 0                     |                       |             |             |  |  |          |          |          |  |  |       |       |       |  |
|  | Penya Encarnada **  | Penya Encarnada **      | Penya Encarnada         | Penya Encarnada         | 0                     | 2 (4)                 |             |             |  |  |          |          |          |  |  |       |       |       |  |
|  | Penya Encarnada **  | Penya Encarnada **      |                         |                         |                       |                       |             |             |  |  |          |          |          |  |  |       |       |       |  |
|  | FC Santa Coloma     | FC Santa Coloma         | 2 (3)                   |                         |                       |                       |             |             |  |  |          |          |          |  |  |       |       |       |  |
|  | FC Santa Coloma     | FC Santa Coloma         | 2 (3)                   |                         | UE Santa Coloma *     | UE Santa Coloma *     | 1           |             |  |  |          |          |          |  |  |       |       |       |  |
|  |                     |                         |                         |                         |                       |                       |             |             |  |  |          |          |          |  |  |       |       |       |  |
|  |                     |                         | Pas de la Casa          | Pas de la Casa          | 0                     |                       |             |             |  |  |          |          |          |  |  |       |       |       |  |
|  |                     |                         |                         | Pas de la Casa          | 0                     |                       |             |             |  |  |          |          |          |  |  |       |       |       |  |
|  |                     |                         |                         |                         |                       |                       |             |             |  |  |          |          |          |  |  |       |       |       |  |
|  |                     |                         |                         |                         |                       |                       |             |             |  |  |          |          |          |  |  |       |       |       |  |
|  |                     | Inter Club d’Escaldes   | Inter Club d’Escaldes   | 1                       |                       |                       |             |             |  |  |          |          |          |  |  |       |       |       |  |
|  |                     |                         |                         | 1                       |                       |                       |             |             |  |  |          |          |          |  |  |       |       |       |  |
|  |                     |                         | Atlètic Amèrica         | Atlètic Amèrica         | 0                     |                       |             |             |  |  |          |          |          |  |  |       |       |       |  |
|  | Esperança d’Andorra | Esperança d’Andorra     | Atlètic Amèrica         | Atlètic Amèrica         | 0                     | 1                     |             |             |  |  |          |          |          |  |  |       |       |       |  |
|  | Esperança d’Andorra | Esperança d’Andorra     |                         |                         |                       |                       |             |             |  |  |          |          |          |  |  |       |       |       |  |
|  | Atlètic Amèrica     | Atlètic Amèrica         | 2                       |                         |                       |                       |             |             |  |  |          |          |          |  |  |       |       |       |  |
|  | Atlètic Amèrica     | Atlètic Amèrica         | 2                       |                         | Inter Club d’Escaldes | Inter Club d’Escaldes | 3 (3)       |             |  |  |          |          |          |  |  |       |       |       |  |
|  |                     |                         |                         |                         |                       |                       |             |             |  |  |          |          |          |  |  |       |       |       |  |
|  |                     |                         | Pas de la Casa          | Pas de la Casa          | 3 (4)                 |                       |             |             |  |  |          |          |          |  |  |       |       |       |  |
|  |                     |                         |                         | Pas de la Casa          | 3 (4)                 |                       |             |             |  |  |          |          |          |  |  |       |       |       |  |
|  |                     |                         |                         |                         |                       |                       |             |             |  |  |          |          |          |  |  |       |       |       |  |
|  |                     |                         |                         |                         |                       |                       |             |             |  |  |          |          |          |  |  |       |       |       |  |
|  |                     | Ordino                  | Ordino                  | 1 (3)                   |                       |                       |             |             |  |  |          |          |          |  |  |       |       |       |  |
|  |                     |                         |                         | 1 (3)                   |                       |                       |             |             |  |  |          |          |          |  |  |       |       |       |  |
|  |                     |                         | Pas de la Casa          | Pas de la Casa          | 1 (4)                 |                       |             |             |  |  |          |          |          |  |  |       |       |       |  |

* zwycięstwo po dogrywce;
** zwycięstwo po rzutach karnych;
*** walkower.

## Runda eliminacyjna
| 14 stycznia 2024    |              |                 |
| Esperança d’Andorra | 1:2          | Atlètic Amèrica |
| Penya Encarnada     | 2:2 (k. 4:3) | FC Santa Coloma |
| Carroi              | 2:3          | UE Santa Coloma |

| 14 stycznia 2024 | Esperança d’Andorra     | 1:2   | Atlètic Amèrica                               |                                                                            |
| 11:00            | Roberto López López 79' | (0:1) | 42' Marcel Oliva Ruiz · 53' Leonardo Salguero | Centre d'Entrenament de la FAF 1, Andorra La Vella Sędzia: Joan Guiu Serra |

| 14 stycznia 2024 | Penya Encarnada                                                                                             | 2:2 (pd. k. 4:3)        | FC Santa Coloma |                                                                                     |
| 15:00            | Ricardi Ezequiel Vargas 82' · Manuel Calvo Osés 102'                                                        | (0:0, 1:1, 2:2, k. 4:3) | 61', 105' Hamza Ryahi Bouharma                                                                                                | Centre d'Entrenament de la FAF 1, Andorra La Vella Sędzia: Antoine Paul Chiaramonti |
| 15:00            | · Garcia Castell, Gabriel · Poves Ruiz, Alejandro · Miranda Rodriguez, Juan Manuel · Corominas Saura, David | Rzuty karne             | · Garrido Ciaurriz, Ivan · Jimenez Vidal, Guillem · Sanchez Rodriguez, Alex · Paez Gil, Octavio Andres · Lopez Miguez, Miguel | Centre d'Entrenament de la FAF 1, Andorra La Vella Sędzia: Antoine Paul Chiaramonti |

| 14 stycznia 2024 | Carroi                                                         | 2:3   | UE Santa Coloma                                                                              |                                                                                    |
| 19:00            | Anderson Felippe Araujo Ribeiro 26' · Arízío Costa Badjana 51' | (1:1) | 16' Luís Carlos Veloso Pereira · 83' Youssef El Ghazoui Darir · 90+5' Faysal Chouaib Hassany | Centre d'Entrenament de la FAF 1, Andorra La Vella Sędzia: Eric Jose Machado Gomes |

## Ćwierćfinał
| 16 marca 2024         |              |                         |
| Ordino                | 1:1 (k. 3:4) | Pas de la Casa          |
| 17 marca 2024         |              |                         |
| Rànger's              | 0:4          | Atlètic Club d’Escaldes |
| UE Santa Coloma       | 1:0          | Penya Encarnada         |
| Inter Club d’Escaldes | 1:0          | Atlètic Amèrica         |

| 16 marca 2024 | Ordino | 1:1 (pd. k. 3:4)        | Pas de la Casa |                                                                                           |
| 20:30         | Moreno Fernandez, Juan 65'                                                                                                  | (0:1, 1:1, 1:1, k. 3:4) | 31' Correia Alfaiate, Alexandre                                                                                         | Centre d'Entrenament de la FAF 1, Andorra La Vella Sędzia: Gonçalves Pinheiro, Rui Filipe |
| 20:30         | · Moreno Fernandez, Juan · Roncal Rivera, Alvaro · Monserrat Muñoz, Javier · Marinovich, Jure Mateo · Cano Regal, Francisco | Rzuty karne             | · Correia Alfaiate, Alexandre · Rubio Gomez, Jordi · Gomes Do Nascimento, Carlos Manuel · Da Silva Teixeira, Joao Pedro | Centre d'Entrenament de la FAF 1, Andorra La Vella Sędzia: Gonçalves Pinheiro, Rui Filipe |

| 17 marca 2024 | UE Santa Coloma               | 1:0   | Penya Encarnada |                                                                                 |
| 11:00         | Obama Ondo, Salomon Asumu 78' | (0:0) |                 | Centre d'Entrenament de la FAF 1, Andorra La Vella Sędzia: Chiaramonti, Antoine |

| 17 marca 2024 | Inter Club d’Escaldes     | 1:0   | Atlètic Amèrica |                                                                             |
| 15:00         | Gallego Arias, Adrian 15' | (1:0) |                 | Centre d'Entrenament de la FAF 1, Andorra La Vella Sędzia: Guiu Serra, Joan |

| 17 marca 2024 | Rànger's | 0:4   | Atlètic Club d’Escaldes                                                                                                   |                                                                                     |
| 19:00         |          | (0:3) | 16' Valero Climent, David · 28' Lopez, Guillaume Silvain · 44' Ferreira Silva, Jonathan · 66' Piloto De Oliveira, Rodrigo | Centre d'Entrenament de la FAF 1, Andorra La Vella Sędzia: Machado Gomes, Eric Jose |

## Półfinał
| 24 kwietnia 2024        |              |                 |
| Inter Club d’Escaldes   | 3:3 (k. 3:4) | Pas de la Casa  |
| 25 kwietnia 2024        |              |                 |
| Atlètic Club d’Escaldes | 0:1          | UE Santa Coloma |

| 24 kwietnia 2024 | Inter Club d’Escaldes                                                             | 3:3 (pd. k. 3:4)        | Pas de la Casa                                                                                     |                                                    |
| 20:30            | Marc Caballé Naranjo 45+1' · Raúl Mihai Feher 82' · Domingo Berlanga Ouggouti 93' | (0:1, 2:2, 3:2, k. 3:4) | 67' Xavier Vieira de Vasconcelos · 80' (sam.) Joan López Eló · 111' (k) Alexandre Correia Alfaiate | Centre d'Entrenament de la FAF 1, Andorra La Vella |
| 20:30            | · Jordi Roca · Domi Berlanga · Sascha Andreu · Viti Martínez · Iván Alonso        | Rzuty karne             | · Jordi Rubio · Emili Garcia · Alexandre Alfaiate · Xavier Vieira · Tiago Portuga                  | Centre d'Entrenament de la FAF 1, Andorra La Vella |

| 25 kwietnia 2024 | Atlètic Club d’Escaldes | 0:1   | UE Santa Coloma                |                                                                                               |
| 20:30            |                         | (0:0) | 84' Karim L'Koucha El Khiraoui | Centre d'Entrenament de la FAF 1, Andorra La Vella Sędzia: Luis Miguel Do Nascimento Teixeira |

Źródło: 

## Finał
| 26 maja 2024    |     |                |
| UE Santa Coloma | 1-0 | Pas de la Casa |

| 26 maja 2024 18:00 | UE Santa Coloma · Faysal Chouaib Hassany 118' | 1:0 (pd.)(0:0, 0:0, 0:0) | Pas de la Casa | Centre d'Entrenament de la FAF 1, Andorra La Vella Sędzia: Antoine Chiaramonti |
|                    | kartki: · Lkoucha El Khiraoui, Karim 58' · Puentes Londono, Juan Camilo 61' · Garcia Gonzalez, Christian 107' · Bolivar Cano, Jorge 112' · Cifuentes Xalmet, Joaquin Carlos 119' |                          | kartki: · 28' Da Silva Teixeira, Joao Pedro · 34' Rodriguez Barcelo, Eric · 78' Garcia Miramontes, Emili · 89', 119' Ferreiro, Luis Angel |                                                                                |

|                                                |    |                                         |
|                                                |    |                                         |
|                                                | 13 | Ruiz Campagne, Alejandro                |
|                                                | 3  | Blasco Valera, Marcos 74'               |
|                                                | 4  | Garcia Gonzalez, Christian              |
|                                                | 5  | Puentes Londono, Juan Camilo            |
|                                                | 6  | El Ghzaoui Darir, Youssef 80'           |
|                                                | 11 | Cifuentes Xalmet, Joaquin Carlos        |
|                                                | 19 | Molina Serafin, Pablo                   |
|                                                | 23 | Gonzalez Monzon, Franco Ezequiel 59'    |
|                                                | 24 | Castells Ortega, Marc 59'               |
|                                                | 25 | Lkoucha El Khiraoui, Karim 97'          |
|                                                | 26 | Teixeira Ribeiro, Emanuel Francisco 59' |
| Rezerwowi:                                     |    |                                         |
|                                                | 1  | Navarro Valverde, Juan Pedro            |
|                                                | 7  | Bolivar Cano, Jorge 80'                 |
|                                                | 9  | Chouaib Hassany, Faysal 59'             |
|                                                | 14 | Veloso Pereira, Luis Carlos 59'         |
|                                                | 16 | Palao Gomez, Rafael Jose 59'            |
|                                                | 17 | Da Cunha Costa Gomes, Adrian            |
|                                                | 18 | Gomez De Gispert, Alejandro 74'         |
|                                                | 21 | Clemente Garces, Ludovic                |
|                                                | 30 | Sanchez Salas, Juan Alberto 97'         |
| Trener:                                        |    |                                         |
| Boris Antón Codina Ramón María Calderé del Rey |    |                                         |

|                        |    |                                        |
|                        |    |                                        |
|                        | 22 | Ferreiro, Luis Angel                   |
|                        | 2  | Correia Alfaiate, Alexandre            |
|                        | 4  | Garcia Miramontes, Emili               |
|                        | 5  | Rebes Ruiz, Marc                       |
|                        | 7  | Gomes Do Nascimento, Carlos Manuel 76' |
|                        | 8  | Vieira De Vasconcelos, Xavier          |
|                        | 14 | Rodriguez Barcelo, Eric 120+1'         |
|                        | 18 | Suarez Otal, Sergi                     |
|                        | 20 | Da Silva Teixeira, Joao Pedro          |
|                        | 21 | Gomes Rebelo, Roberto Carlos 71'       |
|                        | 23 | Rubio Gomez, Jordi 84'                 |
| Rezerwowi:             |    |                                        |
|                        | 1  | Silverio Pinto, Victor 120+1'          |
|                        | 6  | Santos Brito, Rafael Amaral 84'        |
|                        | 10 | Huerta Martinez, Alfonso Alejandro 71' |
|                        | 19 | Marinho Leite, Diego Rafael            |
|                        | 24 | Fernandez Jimenez, Aaron               |
|                        | 25 | Oliveira Gonçalves, Tafarel            |
|                        | 26 | Jean-Cristopher Atto, Noe Moise        |
|                        | 30 | Mihaly Palfi, Gabor 76'                |
| Trener:                |    |                                        |
| Xavier Carmona Llavero |    |                                        |

| Zdobywca Pucharu Andory 2024 |
| UE Santa Coloma 1. tytuł     |
| ---------------------------- |